# Anziza Salema
Anziza Salema (geboren te Mahajanga) is een Malagassisch salegyzangeres en sinds 16-jarige leeftijd ook danseres. Haar muziekstijl bevat ook kenmerken van reggae en heeft haar wortels bij de Sakalava.

## Discografie
| Jaar | Albums            |
| ---- | ----------------- |
| 1999 | Mahaiza Mipetraka |
| 2004 | Ameolalana        |